# 洞庙河站
洞庙河站是一个京承铁路上的铁路车站，位于中华人民共和国河北省承德市兴隆县北营房镇，建于1957年，目前为三等站，目前客运：办理旅客乘降；行李、包裹托运；货运：办理整车、零担货物发到。